# Cordillera Negra
La Cordillera Negra è una catena montuosa del Perù, parte delle Ande. Raggiunge la sua massima elevazione nel Coñocranra.